# 紀元前351年
紀元前351年（きげんぜん351ねん）は、ローマ暦の年である。
当時は、「ペティクスとクリスピヌスが共和政ローマ執政官に就任した年」として知られていた（もしくは、それほど使われてはいないが、ローマ建国紀元403年）。紀年法として西暦（キリスト紀元）がヨーロッパで広く普及した中世時代初期以降、この年は紀元前351年と表記されるのが一般的となった。

## 他の紀年法
- 干支 : 庚午
- 日本
  - 皇紀310年
  - 孝安天皇42年
- 中国
  - 周 - 顕王18年
  - 秦 - 孝公11年
  - 楚 - 宣王19年
  - 斉 - 威王6年
  - 燕 - 文公11年
  - 趙 - 成侯24年
  - 魏 - 恵王19年
  - 韓 - 昭侯12年
- 朝鮮
  - 檀紀1983年
- ベトナム :
- 仏滅紀元 : 194年
- ユダヤ暦 :

## できごと

### ペルシア帝国
- アルタクセルクセス3世が、エジプトへの侵攻を断念したことに勇気づけられ、フェニキアやキプロスがペルシア帝国に対して反旗を翻した。

### ギリシア
- デモステネスは、傭兵への依存をやめ、かつてのような市民軍の考え方に立ち戻るよう、アテナイ市民の説得を試みた。デモステネスは、最初のピリッピカ（マケドニア王ピリッポス2世を激しく糾弾した一連の演説）をこのとき行ない、マケドニア勢の攻勢はピリッポスの健康状態の悪化でにぶり、アテナイは助かるだろう、と信じるのは愚かだと警告した。この演説を受けて、アテナイは投票によって武装の強化を決めた。

### 共和政ローマ
- エトルリア人勢力は、ローマ勢に大敗を喫し、ローマへの攻撃を断念して和平を求めた。
- ガリア人との戦闘で、重たい投げ槍の一種ピルムが初めて使用された（リウィウスの記述による）。
- 初めて、プレブス（平民）出身のケンソル（監察官）が誕生した。

### 中国
- 秦の商鞅が魏の固陽を包囲して降した。
- 魏が趙の邯鄲の包囲を解き、趙と漳水のほとりで盟約を結んだ。
- 韓の昭侯が申不害を宰相として任用した。